# Terremoto delle Isole Salomone del 2013

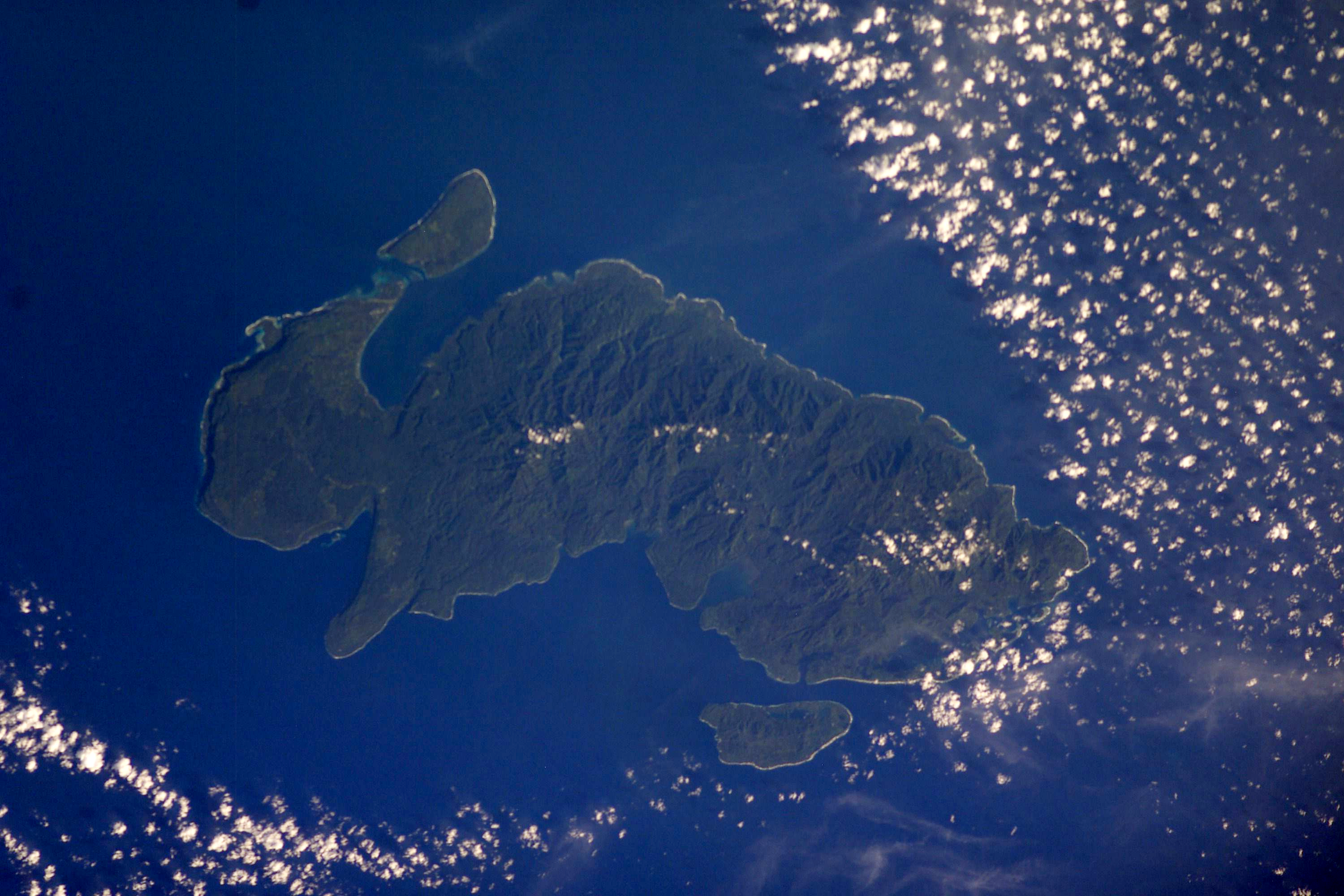
Vista satellitare dell'Isola di Nendo. Lo tsunami ha colpito la parte occidentale dell'isola

Il terremoto delle Isole Salomone del 2013 è stato un terremoto di magnitudo 8.0 che si è verificato alle ore 12:12 UTC-11 (1:12 UTC), il 6 febbraio 2013, con epicentro situato nella regione delle Isole Santa Cruz, 76 km a ovest del villaggio di Lata, sull'isola di Nendo, in provincia di Temotu.

## Conseguenze
Il terremoto ha causato uno tsunami con onde di 1,5 metri di altezza a Lata, sull'isola di Nendo, che ha ucciso 10 persone (fra le quali un bambino). L'aeroporto internazionale dell'isola è stato inondato e le acque si sono spinte per centinaia di metri nell'entroterra, provocando l'interruzione della rete idrica e del servizio elettrico. Le onde dello tsunami hanno raggiunto anche l'atollo di Ontong Java, nella Provincia di Malaita; qua la gente ha trovato rifugio sulle alture, mentre i villaggi sono stati spazzati via dallo tsunami.
Lo tsunami ha raggiunto anche Vanuatu (con onde di 11 cm) e la Nuova Caledonia (con onde di 55 cm), senza causare ulteriori danni.
Le comunità colpite dal terremoto sono circa una ventina. Secondo fonti ufficiali 3.329 sarebbero le persone sfollate e 594 le case distrutte dal sisma e dal successivo tsunami. Il governo delle Isole Salomone ha subito dichiarato lo stato d'emergenza per la zona colpita dal sisma. I primi aiuti sono arrivati dal Regno Unito, dall'Australia e dalla Nuova Zelanda. Quest'ultima ha donato 200.000 dollari neozelandesi per i primi aiuti umanitari alle persone colpite

## Dettagli sul sisma
Il terremoto si è verificato a causa dell'interazione tra la placca australiana e la placca del Pacifico, ed è stato preceduto da decine di terremoti con magnitudo significativa. La prima scossa della sequenza, con magnitudo 6.0 è stata registrata il 30 gennaio, seguita da una seconda scossa di magnitudo 6.2 registrata il 31 gennaio, da una terza scossa di magnitudo 6.0 registrata il 1º febbraio, da una quarta scossa di magnitudo 6.3 registrata il 1º febbraio, da una quinta scossa di magnitudo 6.4 registrata il 1º febbraio, da una sesta scossa di magnitudo 6.0 registrata il 2 febbraio e da una settima scossa di magnitudo 6.3 registrata il 6 febbraio.
Il terremoto principale è stato seguito da un intenso sciame sismico, con numerosi aftershock con magnitudo superiore a 5.0 e ben 9 scosse con magnitudo superiore a 6.0 e 3 con magnitudo superiore a 7.0.
Di seguito si riporta l'elenco delle principali scosse della sequenza. Tutti i dati sono stati elaborati a cura dell'USGS.
| Data             | Ora UTC  | Magnitudo | Epicentro                            | Profondità (km) | Intensità Stimata |
| ---------------- | -------- | --------- | ------------------------------------ | --------------- | ----------------- |
| 6 febbraio 2013  | 01:12:27 | 8.0       | 76 km a W di Lata, Isole Salomone    | 28,7            | VIII              |
| 6 febbraio 2013  | 01:23:19 | 7.1       | 114 km a WSW di Lata, Isole Salomone | 10,1            | X                 |
| 6 febbraio 2013  | 01:54:15 | 7.0       | 114 km a WSW di Lata, Isole Salomone | 9,8             | VIII              |
| 6 febbraio 2013  | 06:35:19 | 6.1       | 144 km a WSW di Lata, Isole Salomone | 10,1            | VII               |
| 6 febbraio 2013  | 10:33:17 | 6.0       | 116 km a W di Lata, Isole Salomone   | 10,0            | VII               |
| 6 febbraio 2013  | 11:53:55 | 6.0       | 59 km a S di Lata, Isole Salomone    | 14,0            | VII               |
| 7 febbraio 2013  | 00:30:11 | 6.0       | 141 km a SW di Lata, Isole Salomone  | 9,8             | VIII              |
| 7 febbraio 2013  | 18:59:16 | 6.7       | 36 km a SSW di Lata, Isole Salomone  | 10,0            | VIII              |
| 8 febbraio 2013  | 11:12:13 | 6.8       | 21 km a SSE di Lata, Isole Salomone  | 18,0            | VIII              |
| 8 febbraio 2013  | 15:26:39 | 7.0       | 25 km a SSE di Lata, Isole Salomone  | 26,9            | VIII              |
| 9 febbraio 2013  | 21:02:22 | 6.6       | 27 km a S di Lata, Isole Salomone    | 15,7            | VIII              |
| 10 febbraio 2013 | 18:39:35 | 6.3       | 51 km a SW di Lata, Isole Salomone   | 35,0            | VI                |
| 5 giugno 2013    | 06:47:29 | 6.1       | 89 km a SSW di Lata, Isole Salomone  | 64,7            | VI                |

L'8 febbraio 2013, una scossa di magnitudo 7.0 con epicentro 25 km a SSE del villaggio di Lata e ipocentro a 26,9 km di profondità è stata avvertita dalla popolazione e classificata con intensità pari a VIII.